# 竹内愛
竹内 愛（たけうち あい、1986年8月22日 - ）は、日本のヴァイオリン奏者。

## 略歴
愛知県名古屋市生まれ、4歳よりヴァイオリンを始め、東京芸術大学音楽学部附属音楽高等学校から東京芸術大学卒。ザハール・ブロン、ポール・カンター、ドロシー・ディレイ、アルミータ・ヴェイモス、永田真里子、原田幸一郎、工藤千博、若林暢、藤原浜雄、漆原朝子などに師事。1993〜98年までアメリカに滞在、アスペン音楽祭にスカラシップを得て参加し交響楽団と共演。2010年〜19年まで高嶋ちさ子 12人のヴァイオリニストに参加。現在国内外で幅広く演奏活動を行っている。アルゼンチン国立コルドバ交響楽団、プリモス交響楽団、カラマズー交響楽団、東京ニューシティ管弦楽団、神奈川フィルハーモニー管弦楽団、浜松交響楽団などと共演

## 主なコンクール 歴
- 1992年 - 子どものための音楽コンクール金賞、中日賞受賞
- 1997年 - 第9回青少年国際音楽コンクールジュニア部門優勝
- 1998年 - 第52回全日本学生音楽コンクール名古屋大会小学校の部第1位
- 1999年 - 第53回全日本学生音楽コンクール名古屋大会中学校の部第1位
- 2001年 - 第11回日本クラシック音楽コンクール全国大会中学校の部最高位(1位なし第２位)
- 2002年 - 浜松交響楽団ソリストオーディション第１位
- 2003年 - 霧島国際音楽祭若い音楽家たちのコンサート特別奨励賞および優秀演奏賞受賞
- 2003年 - 日本音楽コンクールセミファイナリスト
- 2005年 - 第7回フォーバルスカラシップ・ストラディヴァリウス・コンクール第3位[2]